# Trocdaris
Trocdaris — монотипный род с единственным видом Trocdaris verticillata, выделенный из рода Тмин (Carum) на основании результатов филогенетических исследований, опубликованных в 2012 году группой российских ученых. Ранее таксон был известен под синонимичным названием Тмин мутовчатый (Carum verticillatum).

## Ботаническое описание
Многолетнее травянистое растение высотой от 20—30 до 60 см. Корни веретенообразные, утолщающиеся к концам.
Листья длинные, узкие, дваждыперистые, необычной структуры с множественными парами глубоко пальчато-рассеченных сегментов. Рост парных листочков сложного листа направлен перпендикулярно оси, напоминая листья, собранные в мутовки вдоль стебля (по внешнему виду схожи с побегами хвоща полевого).
Соцветие — зонтик, цветки белые с тёмно-красными тычинками. Прицветников и прицветничков от 5 до 10 шт., вытянутой или ланцетовидной формы, остроконечные, отогнутые.
Плоды небольшие, овальной формы, гладкие. Разделены на две идентичные камеры схизокарпа. Именно схожесть формы плодов с таковыми у представителей рода Тмин являлась основой включения растения в этот род по классификации Коха (1824) и в большинстве более поздних работ.

## Распространение и экология
Встречается в Бельгии, Франции, Великобритании (включая острова Мэн и Джерси), Нидерландах, Португалии и Испании. Ранее Trocdaris verticillata произрастал в Германии, однако вымер на территории этой страны. Предпочитает кислые почвы либо водное окружение (влажные пустоши, болота).

## Замечания по охране
Численность экземпляров стабильна. По данным Международного союза охраны природы вид не имеет угроз к исчезновению (статус «LC»).

## Таксономия
Trocdaris verticillata Raf., Good Book : 50 (1840)
Вид Trocdaris verticillata относится к роду Trocdaris семейства Зонтичные (Apiaceae) порядка Зонтикоцветные  (Apiales). Кладограмма в соответствии с Системой APG IV:
|  |                                      |  |                                   |                                   |                     |  | ещё 6 семейств |               |               |                        |
|  |                                      |  |                                   |                                   |                     |  |                |               |               | Trocdaris verticillata |
|  |                                      |  |                                   | порядок Зонтикоцветные            |                     |  |                |               | род Trocdaris |                        |
|  |                                      |  |                                   | порядок Зонтикоцветные            |                     |  |                |               | род Trocdaris |                        |
|  | отдел Цветковые, или Покрытосеменные |  |                                   |                                   | семейство Зонтичные |  |                |               |               |                        |
|  | отдел Цветковые, или Покрытосеменные |  |                                   |                                   |                     |  |                |               |               |                        |
|  |                                      |  | ещё 63 порядка цветковых растений | ещё 63 порядка цветковых растений |                     |  |                | ещё 447 родов | ещё 447 родов |                        |
|  |                                      |  |                                   | ещё 63 порядка цветковых растений |                     |  |                |               | ещё 447 родов |                        |

## Синонимы
- Aethusa fatua  Aiton
- Apium verticillatum  Caruel
- Bunium verticillatum  Gren. & Godr.
- Carum verticillatum  W.D.J.Koch
- Carvi verticillatum  Bubani
- Meum fatuum  Pers.
- Pimpinella verticillata  Jess.
- Selinum verticillatum  E.H.L.Krause
- Seseli verticillatum  Crantz
- Sison verticillatum  L.
- Sium verticillatum  Lam.